# Монарх-довгохвіст темногрудий
Монарх-довгохвіст темногрудий (Terpsiphone rufocinerea) — вид горобцеподібних птахів родини монархових (Monarchidae). Мешкає на заході Центральної Африки.

## Поширення і екологія
Темногруді монархи-довгохвости мешкають в Нігерії, Камеруні, Екваторіальній Гвінеї, Габоні, Республіці Конго, Демократичній Республіці Конго і Анголі. Вони живуть у вологих і сухих рівнинних тропічних лісах, в мангрових лісах, на болотах і плантаціях.